# From the Depths of Dreams
From the Depths of Dreams es el primer EP de la banda estadounidense Senses Fail. Fue lanzado el 13 de agosto de 2002 por ECA Records y este material fue el primero que publicó la banda. El CD fue relanzado el 29 de abril de 2003 mediante el sello independiente Drive-Thru Records con una nueva portada y diseño artístico. El álbum está influenciado por la música post-hardcore y el emo, y las letras contienen alusiones a la filosofía budista, como se puede comprobar en las canciones "Free Fall Without a Parachute" y "Dreaming a Reality". Desde su lanzamiento, el disco ha vendido 250.000 copias, y fue lanzado, también, en edición limitada de 12".

## Listado de canciones
(Música por Senses Fail. Todas las letras escritas por Buddy Nielsen)
1. "Steven" – 4:21
2. "Free Fall Without a Parachute" – 4:13
3. "Bloody Romance" – 3:51
4. "Dreaming a Reality" – 4:54
5. "The Ground Folds" – 3:57
6. "One Eight Seven" – 4:12

### Canciones extra
Además de las seis primeras pistas, el relanzamiento de Drive-Thru Records incluía estos dos temas:
1. "Handguns and Second Chances" – 2:21
2. "The Ground Folds (Acústico)" – 4:30

### Relanzamiento En 2019
la Versión de 2019 incluye las siguientes pistas:
1. "Steven" – 4:33
2. "Free Fall Without a Parachute" – 4:30
3. "Bloody Romance" – 3:59
4. "Dreaming a Reality" – 5:00
5. "The Ground Folds" – 4:09
6. "Handguns And Second Chances" – 2:21
7. "Bastard Son" – 4:01
8. "One Eight Seven" – 4:29

## Créditos
- Mike Glita – bajo
- Dave Miller – guitarra, coros
- James "Buddy" Nielsen – cantante, compositor
- Dan Trapp – batería
- Garrett Zablocki – guitarra